# Приваловка (река)
Приваловка (Прилавка) — река в Верхнехавском районе Воронежской области России. Левый приток Усмани.
Длина реки составляет 11 км, площадь водосборного бассейна 41,7 км².
Берёт начало в селе Большая Приваловка. На реке расположены населённые пункты: Никольское, Эртель, Малая Приваловка. Устье реки находится в 98 км по левому берегу реки Усмань.

## Данные водного реестра
По данным государственного водного реестра России относится к Донскому бассейновому округу, водохозяйственный участок реки — Воронеж от города Липецк до Воронежского гидроузла, речной подбассейн реки — бассейны притоков Дона до впадения Хопра. Речной бассейн реки — Дон (российская часть бассейна).
Код объекта в государственном водном реестре — 05010100612107000003234.